# Eparchie Passaic
Die Eparchie Passaic (lat.: Eparchia Passaicensis Ruthenorum) ist eine in den Vereinigten Staaten gelegene Eparchie der ruthenischen griechisch-katholischen Kirche (Byzantine Catholic Church) mit Sitz in Woodland Park, New Jersey.
Die Eparchie wurde am 6. Juli 1963 aus Gebietsabtretungen des Apostolischen Exarchates der ruthenischen griechisch-katholischen Kirche für die Vereinigten Staaten von Amerika errichtet. Die Eparchie ist der Erzeparchie Pittsburgh als Suffragandiözese unterstellt.
Das Gebiet der Eparchie umfasst die entlang der Ostküste gelegenen Bundesstaaten Connecticut, Florida, Georgia, Maryland, New Jersey, New York, North Carolina, Pennsylvania (östlicher Teil), South Carolina und Virginia. Theoretisch gehören auch Maine, New Hampshire, Vermont, Massachusetts, Rhode Island und Delaware dazu, dort bestehen aber keine ruthenischen Gemeinden.

## Bischöfe der Eparchie Passaic
- Stephen Kocisko, 1963–1967, dann Bischof der Eparchie Pittsburgh

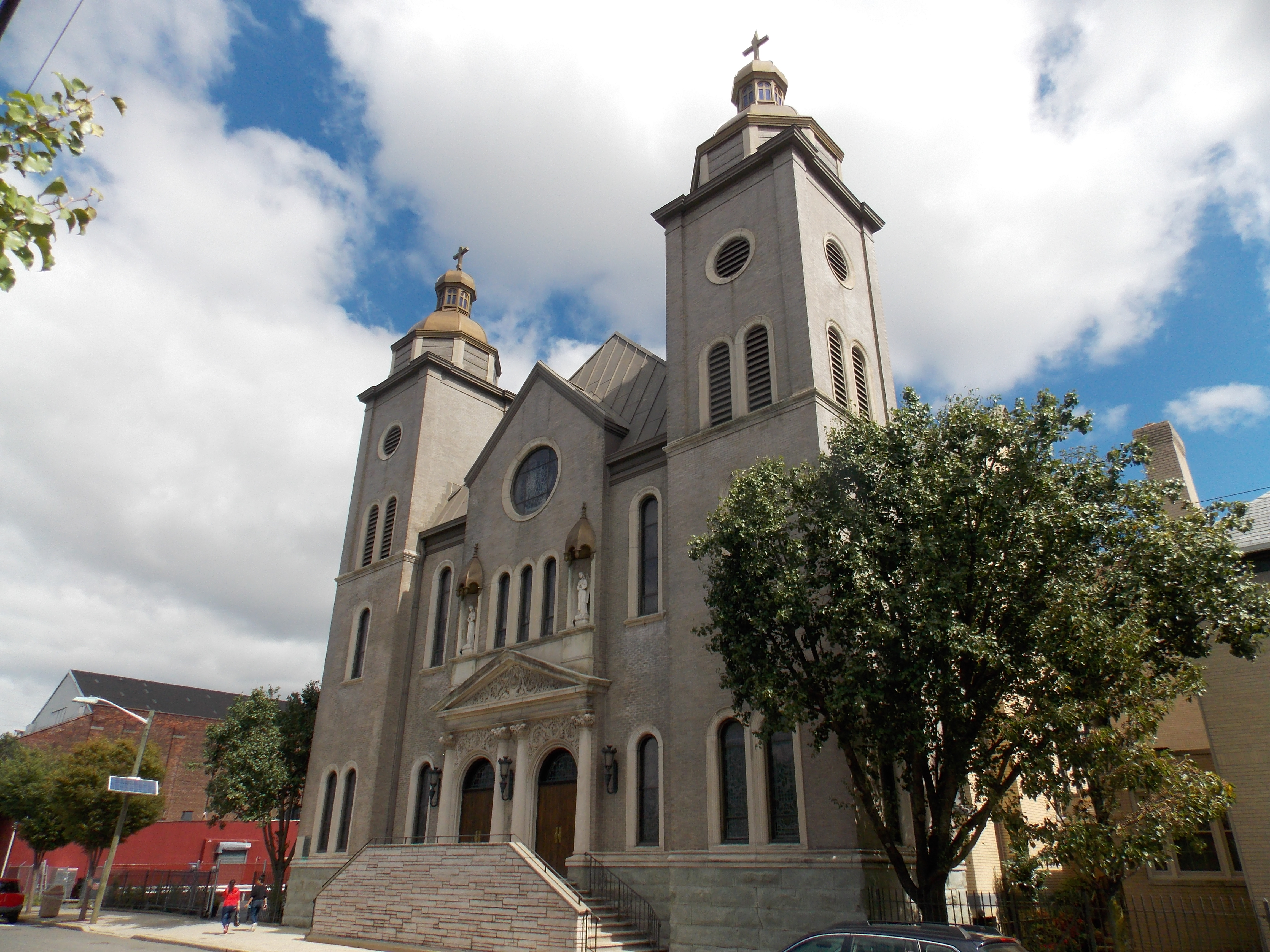
Kathedrale: St. Michael the Archangel in Passaic

- Michael Dudick, 1968–1995
- Andrew Pataki, 1995–2007
- William Skurla, 2007–2012
- Kurt Burnette, seit 2013